# لئونارد هافستادر
دکتر لئونارد لیکی هافستَدِر (به انگلیسی: Leonard Leakey Hofstadter) یک شخصیت خیالی در سریال تئوری بیگ بنگ است که جانی گالکی نقش آن را ایفا می‌کند. لئونارد یک فیزیکدان تجربی است و با دوستش شلدون کوپر در یک آپارتمان زندگی می‌کند. جانی گالکی به خاطر بازی در این نقش، در سال ۲۰۱۱ نامزد دریافت جایزه گلدن گلوب شد.
او اهل نیوجرسی است و در دانشگاه پرینستون فارغ تحصیل شده است.
لئونارد بعنوان فیزیکدان آزمایشگاهی در کلتک کار می‌کند و زمینه اصلی کاری او لیزرها میباشد.
تمام اعضای خانواده لئونارد دانشمند هستند بجز برادر کوچکتر او مایکل که پروفسور حقوق در دانشگاه هاروارد میباشد.
مادر لئونارد دکتر بورلی هافستدر روانپزشک و عصب شناس است.او شخصیتی مشابه شلدون دارد و این باعث شد لئونارد دوران کودکی سختی داشته باشد.
پدر و مادر لئونارد از هم طلاق گرفته اند.

## مشکلات
- نمی‌تواند ذرت را هضم کند.
- به لاکتوز حساسیت دارد.
- او نمی‌تواند هندوانه بخورد.
- بینایی او بدون عینک بسیار ضعیف است.
- قد او نسبتاً کوتاه است.
- به دلیل مشکل سینوسهایش به شدت خر و پف می‌کند.
- کچلی در خانوادهٔ آن‌ها ارثی است.
- او آسم دارد.
- او از اعتماد به نفس پایینی برخوردار است.
- او بسیار احساساتی و اهل گریه کردن است.